# Charles Wright (worstelaar)
Charles Wright (Las Vegas (Nevada), 16 mei 1961) is een Amerikaans voormalig professioneel worstelaar die vooral bekend werd in de World Wrestling Federation (WWF) als Papa Shango, Kama, Kama Mustafa, The Godfather en The Goodfather, van 1991 tot 1993, van 1994 tot 1996 en van 1997 tot 2002. 

## Carrière
Charles Wright debuteerde in september 1989 voor 'United States Wrestling Association' en won twee keer het lokale kampioenschap voor zwaargewichten. Wright verkaste begin jaren '90 naar World Wrestling Federation, waar hij de rest van zijn carrière actief zou blijven. Het eerste gimmick van Wright was "Papa Shango", een personage dat niet aansloeg bij het publiek. 
Hij werd pas vanaf 1994 populair onder de ringnaam "Kama" - later "Kama Mustafa" - en twee jaar later als lid van The Nation of Domination, een Afro-Amerikaanse, islamitische en radicale worstelgroep die was gebaseerd op de Black Panther Party. Wright was lid van de groep tussen 1997 en 1998. Daarna verwierf Wright een nog grotere bekendheid in de gedaante van de pooier "The Godfather" rond de eeuwwisseling en vertolkte dit personage tot zijn pensioen in 2002. 
Wright veroverde één keer het WWF Tag Team Championship met Bull Buchanan en was één keer houder van het WWF Intercontinental Championship in 1999. Hij veroverde het WWF Intercontinental Championship van Goldust in april 1999. Wright zou die laatste titelriem verliezen aan Owen Hart bij het evenement Over the Edge, maar Hart overleed kort voor aanvang van hun kamp ten gevolge van een schedelfractuur en hartstilstand. Wright verloor de titel uiteindelijk twee dagen na Harts dood aan Jeff Jarrett, Harts toenmalige tag teampartner, tijdens een aflevering van de maandagavondshow RAW is WAR op 25 mei 1999. 
Wright was laatst actief als "The Godfather" in World Wrestling Federation (WWF) en zette in 2002 een punt achter zijn loopbaan als professioneel worstelaar. Hij werd in 2016 opgenomen in de WWE Hall of Fame. 

## In worstelen
- Finishers en signature moves
  - Als The Godfather
    - Ho Train
    - Pimp Drop (Death Valley driver)
    - Arm twist gevolgd door een hook kick
    - Inverted shoulderbreaker
    - Leg drop
    - Running big boot

  - Als Kama Mustafa
    - Death Valley driver – 1997–1998
    - Modified STF – 1995
    - Turning side slam – 1997
    - Corner slingshot splash

  - Als Papa Shango
    - Inverted shoulderbreaker
    - Running leg drop

- Managers
  - Ted DiBiase
  - Larry Sharpe
  - Nathaniel Whitlock
  - Boss Winters

## Prestaties
- United States Wrestling Association
  - USWA Unified World Heavyweight Championship (2 keer)

- World Wrestling Federation
  - WWF Intercontinental Championship (1 keer)
  - WWF Tag Team Championship (1 keer met Bull Buchanan)
  - WWE Hall of Fame (Class of 2016)

- Wrestling Observer Newsletter awards
  - Worst Gimmick (1992)
  - Worst Feud of the Year (1992) vs. The Ultimate Warrior
  - Most Embarrassing Wrestler (1992)